# 미즈하시정
미즈하시정(水橋町)은 도야마현 나카니카와군에 설치되었던 촌이다. 현재의 도야마시에 해당한다.  미즈하시정의 도야마시 편입은 사실상 「쇼와의 대합병에 있어서의 도야마현 마지막 합병」이다.

## 역사
- 근세에는 천연의 양항으로서 선박이 모여드는 여인숙 마을이었다.
- 메이지 시대부터 쇼와 초기까지는 고햣코쿠선과 센고쿠선이 미즈하시 강 하구에서 홋카이도와 가바타 등으로 출항하고 있다.